# Thomas Edwin Kitchen
Pour les articles homonymes, voir Kitchen.
Thomas Edwin Kitchen (18 décembre 1852-5 avril 1897) est un homme politique canadien de la Colombie-Britannique. Il est député provincial indépendant de la circonscription britanno-colombienne de Westminster de 1890 à 1894 et de Westminster-Chilliwhack de 1894 jusqu'à son décès en 1897.

## Biographie
Né près de Lakeside (en) dans le Lancashire en Angleterre, Kitchen étudie à Wimbledon. Il s'installe dans la vallée du Fraser durant les années 1880. Il sert comme préfet de Chilliwack.
Kitchen meurt d'une longue maladie à Chilliwack en avril 1897 à l'âge de 44 ans.